# Gravina (Wein)
Die Bezeichnung Gravina DOC steht für Rot-, Rosé- und Weißweine aus der süditalienischen Provinz Bari in der Region Apulien. Teilweise erfolgt deren Ausbau auch als Schaumwein (Spumante) oder Passito. Die Weine haben seit 1983 eine „geschützte Herkunftsbezeichnung“ (Denominazione di origine controllata – DOC), deren letzte Aktualisierung am 7. März 2014 veröffentlicht wurde.

## Anbaugebiet
Der Anbau ist innerhalb der Provinz Bari gestattet in den Gemeinden Gravina di Puglia und Poggiorsini sowie in Teilen der Gemeinden Altamura und Spinazzola.

## Erzeugung
Die Appellation „Gravina DOC“ sieht folgende Weintypen und deren Rebsorten vor:
- Gravina bianco und Gravina Spumante: Müssen zu mindestens 50 % aus der Rebsorte Greco bestehen; höchstens 20 % Malvasia Bianca und/oder Bianca Lunga und höchstens 30 % Fiano, Verdeca, Bianco d’Alessano und Chardonnay dürfen zugesetzt werden.
- Gravina rosso und Gravina rosato: Müssen zu mindestens 40 % aus der Rebsorte Montepulciano und mindestens 20 % Primitivo bestehen; höchstens 30 % Aglianico, Uva di Troia, Merlot und/oder Cabernet Sauvignon dürfen zugesetzt werden.
- Gravina Passito: Muss zu 100 % aus Malvasia bestehen.